# Jean Victor Bandera
Pour les articles homonymes, voir Bandera.
Jean Victor Bandera est un footballeur français, né le 18 mars 1934 à Chambéry et mort le 21 avril 1986 à Montpellier.

## Biographie
Jean Victor Bandera passe l'intégralité de sa carrière professionnelle au Nîmes Olympique, et fait partie de ces joueurs qui font la belle époque du club gardois.
Avec Nîmes il termine trois fois vice-champion de France en 1958, 1959 et 1960, et participe à la finale de Coupe de France 1961 perdue contre l'UA Sedan-Torcy.